# Домінік Меркі
Домінік Меркі (нім. Dominik Märki) — швейцарський керлінгіст, олімпійський медаліст, призер чемпіонатів світу та Європи.  
Бронзову олімпійську медаль  Меркі виборов на Пхьончханській олімпіаді 2018 року, граючи змінним у  команді Петера де Круза. 

## Виноски
1. ↑  Результати на сайті результатів і статистики Всесвітньої федерації керлінгу (чоловічий турнір) [Архівовано 16 грудня 2017 у Wayback Machine.] (англ.)